# وتیرویل
وتیرویل (به فرانسوی: Vatierville) یک کامین در فرانسه است که در Canton of Neufchâtel-en-Bray واقع شده‌است.

## خصوصیات
وتیرویل ۴٫۵۲ کیلومترمربع مساحت و ۱۰۹ نفر جمعیت دارد و ۱۱۴ متر بالاتر از سطح دریا واقع شده‌است.